# Andreas Widhölzl
Andreas Widhölzl (n. 14 octombrie 1976, St. Johann in Tirol, Tirol, Austria) este un săritor cu schiurile ce a reprezentat Austria, medaliat olimpic. A participat la 3 ediții ale Jocurilor Olimpice (1998, 2002, 2006) în care a câștigat o medalie de aur și două medalii de bronz.